# Miss Mato Grosso do Sul 2014
Miss Mato Grosso do Sul 2014 foi a a 33ª edição do tradicional concurso de beleza feminino de Miss Mato Grosso do Sul. Esta edição indicou a melhor representante sul mato-grossense para o certame nacional de Miss Brasil 2014. O evento teve a participação de mais de quinze (15) municípios com suas respectivas candidatas ao título. Patrícia Machry, Miss Mato Grosso do Sul 2013 coroou sua sucessora ao título no final do evento, esta foi Érika Moura, representante de Três Lagoas. O certame aconteceu dentro do Shopping Campo Grande e não houve transmissão televisiva. A apresentação ficou por conta do ator Luciano Szafir.

## Resultados

### Colocações
| Posição                 | Cidade e Candidata |
| Vencedora               | - Três Lagoas - Érika Moura |
| 2º. Lugar               | - Bonito - Camile Souza Santos |
| 3º. Lugar               | - Chapadão do Sul - Luana Queiróz |
| 4º. Lugar               | - Corumbá - Monique Maria |
| 5º. Lugar               | - Dourados - Bruna Petillo |
| (TOP 10) Semifinalistas | - Aquidauana - Jéssica Rodrigues - Campo Grande - Juliane Grisoste - Ponta Porã - Liz Encizo - Naviraí - Camila Coutinho - Terenos - Breenda Brixner |

## Candidatas
As candidatas ao título deste ano:
| - Anastácio - Larissa Domingos - Aquidauana - Jéssica Rodrigues - Bonito - Camile Souza Santos - Campo Grande - Juliane Grisoste - Chapadão do Sul - Luana Queiróz | - Corumbá - Monique Maria - Coxim - Pâmela Andrade - Dourados - Bruna Petillo - Jardim - Amanda Brognoli - Naviraí - Camila Coutinho | - Nova Alvorada do Sul - Taniela Mendes - Ponta Porã - Liz Encizo - Ribas do Rio Pardo - Josiane Luana - Terenos - Breenda Brixner - Três Lagoas - Érika Moura |

## Polêmica
Durante a realização do concurso estadual, a jurada Carmen Cestari pediu explicação à organização da competição do motivo da candidata favorita ao título e a que todos os jurados haviam votado, a Miss Campo Grande Juliane Grisoste, não estar entre as cinco finalistas. Em contra partida, completou o grupo de finalistas a Miss Dourados, que havia ganhado apenas um ponto dos jurados. Em entrevista à Campo Grande News, Carmen afirmou: "Cada um dos membros entende que isso é muito sério. Cada um recebeu uma súmula com 10 candidatas e era para marcar um “x” nas cinco. Nossa representante merecia estar ali. Por gentileza, esclareçam todo o problema. Se nós todos votamos, ela teria que estar lá. Não por ser de Campo Grande, não porque estamos em Campo Grande, mas porque ela realmente merecia estar ali".
Em resposta imediata e sob vaias da platéia que assistia ao evento, a coordenadora Melissa Tamaciro ressaltou: "A Band passa por todos os regionais, seleciona as top 10 e as top 5. O júri local faz avaliação das top 5. Regionalmente avaliamos e depois comparamos as notas entre a equipe técnica e o mercado regional". A vitória, sob protesto dos jurados, continua sendo da representante de Três Lagoas, Érika Cristina Rodrigues de Moura, de 19 anos.